# Гонсевская, Виктория
Виктория Гонсевская (пол. Wiktoria Gąsiewska; род. 13 марта 1999, Варшава, Польша) — польская актриса.

## Биография
Начала сниматься с раннего детства, сыграв в одном из эпизодов сериала «В добре и в зле» в 2005 году. Прорывом для юной актрисы стала роль дочери главных героев в фильме «Катынь» режиссёра Анджея Вайды, который вышел в 2007.
Уже в возрасте 21-го года Виктория Гонсевская сыграла одну из центральных ролей в молодёжном фильме-слэшере «В лесу сегодня не до сна». В том же году стало известно, что она войдёт в основной актёрский состав сериала «Ковальские против Ковальских».

## Фильмография
| Год  |   | Русское название         | Оригинальное название        | Роль               |
| ---- | - | ------------------------ | ---------------------------- | ------------------ |
| 2005 | с | В добре и в зле          | Na dobre i na złe            | Марцелия Доманская |
| 2007 | ф | Катынь                   | Katyń                        | Вероника           |
| 2011 | с | Комиссар Алекс           | Komisarz Alex                | Магда / Кася       |
| 2020 | ф | В лесу сегодня не до сна | W lesie dziś nie zaśnie nikt | Анеля Турек        |